# Hockey Club Forte dei Marmi
L'Hockey Club Forte dei Marmi è una società italiana di hockey su pista con sede a Forte dei Marmi. I suoi colori sociali sono il rosso e il blu. Costituito nel 1962, il club venne rifondato nel 1995 per problemi economici e burocratici. La formazione rossoblù è stata a protagonista negli ultimi anni dell'hockey nazionale, aggiudicandosi tre scudetti consecutivi (2013-2014, 2014-2015, 2015-2016) e vincendo nuovamente nella stagione 2018-2019, disputando ben 6 finali consecutive. Vanta inoltre due Coppa Italia e quattro Supercoppe. Tra i giocatori che hanno vestito la maglia dell'Hockey Club Forte dei Marmi si annovera anche lo spagnolo Pedro Gil Gómez, considerato uno dei migliori giocatori di tutti i tempi.

## Storia

### Le origini
L'hockey su pista a Forte dei Marmi nasce nel 1962 da un gruppo di appassionati guidati da Dino Balderi; in pochi anni, nel 1965, la squadra riesce a conquistare la promozione in Serie B. Nel 1974 avviene la fusione con l'Atletico Forte dei Marmi, dai quali la società eredita gli attuali colori.

Nel 1976 il Forte dei Marmi viene promosso in serie A per la prima volta nella sua storia. La stagione sarà scandita dal testa a testa con i rivali del CGC Viareggio; la formazione sotto la guida dell'allenatore Verona è composta da Nardini, Checchi, Luisi, Baldini, Consigli, Bertelloni, Barsi, Stagi, Benedetti, Corfini, Bresciani e dal viareggino Martinelli. Nonostante l'innesto del portoghese Fernando Da Costa, la squadra sarà costretta alla retrocessione. Il nuovo campionato di B vede la squadra toscana in lotta per la promozione, più volte ostacolata dall'Audax Roma: proprio contro la squadra capitolina il Forte centra la promozione.

### Gli anni ottanta
Il 1981 si apre con una società ben determinata a resistere nel massimo campionato nazionale, grazie all'acquisto di grandi giocatori come il portiere Ricci, il difensore Righi e il funambolo argentino Càrlos Corja. Nella stagione successiva (1982) la squadra lascia definitivamente la pista del Prato Verde, per trasferirsi nell'attuale palasport di Vittoria Apuana.
Il campionato 1984-1985 sarà uno dei più emozionanti di tutta la storia societaria: il pubblico cresce e segue con sempre maggior calore le vicende dei rossoblù toscani; arrivano nuovi talenti, fra i quali il valente portiere Alessandro Cupisti, Cinquini e Roberto Crudeli. La rivale di questa stagione sarà la pluriscudettata Hockey Novara, con cui i toscani sperano di giocare la finale, venendo però sconfitti al secondo turno di play-off dall'Hockey Bassano. La stagione si conclude con un terzo posto che garantisce comunque l'accesso alla Coppa CERS.
Il campionato successivo vede un ridimensionamento della rosa (partono Crudeli e Jaime), ma vengono comunque raggiunti i play-off e la semifinale di Coppa CERS, persa in uno scontro tutto italiano contro l'Hockey Bassano.
La stagione 1987-1988 si apre con le dimissioni del presidente Niccolai: la società cambia il suo nome in Hockey Club Forte dei Marmi Versilia. Nonostante i numerosi sforzi, la stagione termina con la retrocessione nel secondo campionato italiano, che nel frattempo è divenuto Serie A2. Nonostante l'annata da dimenticare, Cupisti e Crudeli vengono convocati in Nazionale.
L'annata in A2 vede il Forte protagonista: in panchina arriva Battistella che guida la cavalcata dei toscani dall'A2 all'A1 e la stagione successiva ai play-off, in cui il Forte dei Marmi elimina il Gruppo Sportivo Hockey Trissino, ma viene eliminato al secondo turno dall'Hockey Club Monza. È in questi anni che sboccia il talento di Pierluigi Bresciani.

### Gli anni novanta
Nell'estate del 1991 a causa di problemi di sponsorizzazione il Forte è costretto a cedere parecchi giocatori di prestigio, concludendo il campionato con soli due punti. Dopo la nuova retrocessione in serie B la compagine viene squalificata a causa di alcune irregolarità burocratiche: saranno mantenuti la denominazione e i colori, ma la società dovrà essere rifondata ex-novo.
Nasce così nel 1995 l'attuale società Hockey Club Forte dei Marmi. Con una nuova serenità economica la squadra centra il secondo posto in serie B, aggiudicandosi la promozione. Il campionato A2 incomincia con molte aspettative: Cupisti decide di tornare a giocare, e il direttore sportivo Walter Luisi riesce a riportare in panchina come allenatore Mauro Cinquini, il quale, grazie alle giocate di un eccellente Gionata Vecoli centra la promozione in A1 (nonostante le sconfitte col Modena sia in campionato sia in coppa) sconfiggendo nei play-off promozione la Goriziana dell'ex Tonino Lepore.

Il campionato successivo si chiude con la retrocessione dei toscani, che dopo un buon avvio in coppa, naufragano disastrosamente. Nonostante le partenze di Biagiotti e Vecoli, nella stagione 1999-2000 i rossoblù trovano un'armonia ineguagliabile, conducendo il campionato A2 in testa dalla prima all'ultima giornata: degne di nota le prestazioni di Daniele Santucci, capocannoniere, e di Federico Stagi, miglior portiere.

### Gli anni duemila
Nella stagione 2000-2001 ritorna Crudeli. In panchina ora siede Walter Luisi, che riesce a portare in Italia il promettente argentino Maurìcio Videla: i risultati si vedono, e la squadra conquista un posto in Coppa CERS battendo il Trissino nell'ultima di campionato per 6 a 5. La stagione seguente si apre con uno sponsor d'eccezione, la birra tedesca Beck's; nonostante la partenza di Crudeli, le buone prestazioni di Stagi e Bonanni (convocati anche in nazionale) e la scoperta dell'argentino Burgoa, assieme a Santucci e Videla, permettono al Forte di chiudere a metà classifica. Nel 2003 Videla passa al Prato, ma arriva Martin Montivero, talentuoso argentino che però nel 2005 passa al Bassano. Il Forte chiude ultimo e passa in A2.

Con la discesa al secondo campionato nazionale, la panchina passa ad Alessandro Barsi e molti Juniores vanno a comporre l'organico della prima squadra. Nei due anni in A2 la squadra si rinforza, e nel 2007 viene ripescata a causa dei copiosi ritiri in A1 e torna quindi a competere ai massimi livelli. Nel 2008 la squadra si salva dalla retrocessione all'ultima giornata.

Per la stagione 2008-2009 vengono acquistati i giovani spagnoli Xavi Pastò e Alvaro Gìmènez, ma a causa della partenza di De Rinaldis e lo stesso Pastò a stagione in corso, la squadra toscana termina in fondo alla classifica. Il 2010 vede i rossoblù ancora ripescati in A1: torna Crudeli, che porta con sé lo spagnolo Raoul Pelicàno e il follonichese Pagnini. L'infortunio del neo-acquisto spagnolo getta il Forte nella disperazione, terminata con la salvezza in extremis, ai play-out. Nel 2010 torna in squadra Videla (dopo la permanenza al Roller Bassano), e arriva anche il portiere spagnolo Molina: la vera rivelazione del campionato sarà Gimènez, che si afferma uno fra i più forti marcatori di Serie A1.

### Gli anni duemiladieci

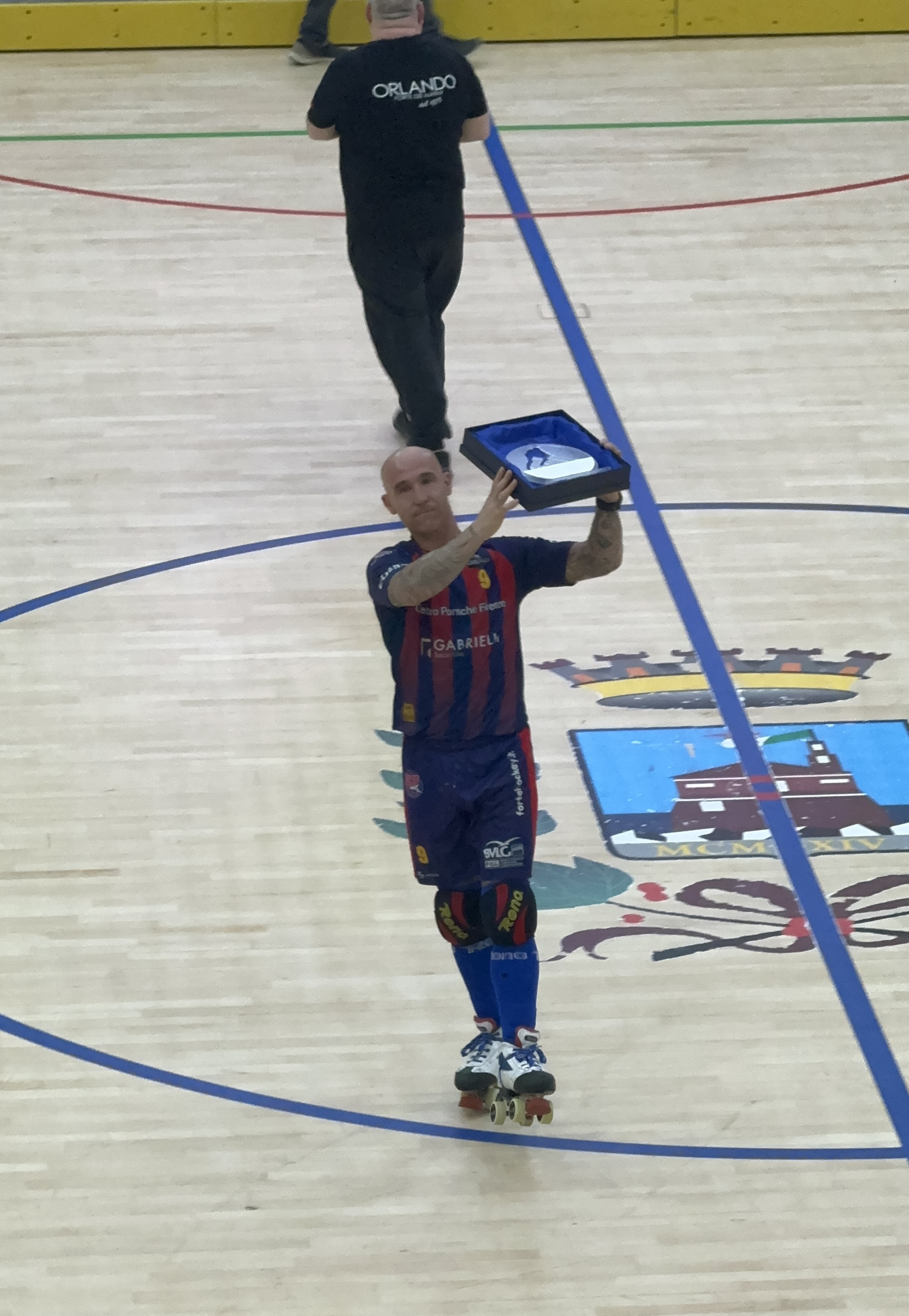
Pedro Gil Gómez, vincitore di quattro campionati con il Forte dei Marmi.

La stagione 2011-2012 vede tornare fra i pali Federico Stagi. Viene acquistato anche il giovane spagnolo Pablo Cancela. Alla fine del girone di andata la squadra è ben piazzata fra le prime, avendo sconfitto anche i campioni in carica del CGC Viareggio. Partecipa alla Coppa CERS grazie alla rinuncia del Breganze, ma viene eliminato agli ottavi dagli spagnoli del Vendrell.

Nella stagione 2013/2014 la compagine rossoblù si presenta ai nastri di partenza del campionato profondamente rinnovata, la formazione del presidente Piero Tosi grazie al contributo del GSO (Gruppo di Supporto Organizzato) riesce a ingaggiare giocatori del calibro del nazionale spagnolo Enric Torner neo campione del mondo, dell'ex capitano del Cgc Viareggio Alberto Orlandi ma soprattutto del capitano della Nazionale spagnola e sette volte campione del mondo Pedro Gil Gómez considerato unanimemente il più forte giocatore al mondo.

Al via della Regular Season il Forte dei Marmi si presenta per la prima volta come una delle grandi favorite per la vittoria del titolo insieme con il Recalac Valdagno, il CGC Viareggio e il Faizanè Lanaro Breganze. Nella prima parte della stagione gli uomini di mister Roberto Crudeli (nel ruolo di allenatore-giocatore) conoscono solo una sconfitta nella trasferta con il Recalac Valdagno per 8-3 ma riescono a mantenere un cospicuo vantaggio al termine del girone di andata che permette ai rossoblù di presentarsi nella prima edizione della Final Eight di Coppa Italia, che si svolgerà sulla pista di Giovinazzo, come grande favorita.

Per la prima volta la competizione si svolgerà con la formula della Final Four da svolgere in una sede da stabilire fra le quattro finaliste e la società riesce grazie a un notevole sforzo economico a ottenere la possibilità di giocarsi il titolo sulla pista amica del PalaForte. I rossoblù per raggiungere la finale dovranno battere la compagine spagnola del Noia, la partita però dopo i tempi regolamentari conclusi sul punteggio di 1-1 con innumerevoli occasioni fallite da Pedro Gil e compagni rimane invariata anche dopo i supplementari. Si va quindi ai rigori che saranno fatali ai padroni di casa con gli errori di Torner, Verona, Cancela e dello stesso Pedro Gil che si fa ipnotizzare da suo fratello che difende la porta degli Spagnoli. La competizione verrà vinta dallo stesso Noia che batterà 4-3 il Breganze in finale. Non andrà meglio nella Final Eight di Coppa Italia dove sulla pista unica di Giovinazzo, la squadra di mister Crudeli vince soffrendo più del dovuto 4-3 con il Trissino ma poi deve arrendersi al Valdagno con lo stesso punteggio a sfavore.

Dopo le delusioni cocenti nelle coppe, il Forte dei Marmi è chiamato a raggiungere l'ultimo traguardo disponibile stagionale: lo scudetto.

La Regular Season si conclude con il dominio incontrastato dei rossoblù dove spiccano i successi con il Valdagno per 6-5 ma soprattutto la vittoria sulla pista del PalaBarsacchi per 4-1 nel derby contro il CGC Viareggio.

Al via dei Play-off scudetto nonostante il cammino si presenti non troppo difficoltoso la squadra si impone solo alla bella per 2-1 con il Giovinazzo (2-3; 14-5; 8-5) e sempre con il medesimo punteggio nella semifinale contro il Bassano (9-8; 6-7; 7-5) riuscendo ad accedere alla sua prima finale scudetto contro il Valdagno.

Il 17 maggio nella pista del Pala Lido di Valdagno nella prima gara della poule scudetto i rossoblù riescono a imporsi per 6-4 riuscendo subito a sopperire allo svantaggio del fattore campo.

Il 20 maggio in gara 2 sulla pista di casa, il team rossoblù si impone in maniera agevole per 6-1 e riesce così a presentarsi in gara 3 con la grande opportunità di vincere il titolo sulla pista di casa. Il 24 maggio di fronte a un Palaforte gremito in ogni ordine di posto e oltre, il Forte dei Marmi nonostante la partenza con l'handicap del gol iniziale di Nicolia riesce a raggiungere il pareggio a fine primo tempo con Pablo Cancela per poi dilagare nel secondo con Orlandi (2 gol), Pedro Gil (2 gol) e Torner riuscendo a conquistare il primo scudetto della sua storia.

Al via della stagione grazie ai contratti biennali di Gil, Torner e Orlandi e ai rinnovi di Cancela e Stagi la formazione campione d'Italia presenta il suo roster confermato, ma per aumentare ulteriormente il tasso tecnico il Ds Walter Luisi riesce nuovamente a piazzare un nuovo colpo di mercato riuscendo a ingaggiare il capitano del CGC Viareggio e della Nazionale Italiana Davide Motaran, facendo dei rossoblù gli assoluti favoriti per il titolo.

Il 27 settembre al Palaforte si parte subito con il primo trofeo stagionale: la Supercoppa Italiana. Ancora una volta il Forte se la deve vedere con gli avversari di sempre e vincitori in carica della coppa Nazionale: il Valdagno di Mister Vanzo che si presenta però indebolito dagli addii di Nicolia, Gnata e Nicoletti. La gara non avrà storia: con i gol di Cancela (3 gol), Gil (3 gol), Verona, Torner e Motaran è ancora dominio degli uomini di mister Crudeli che con il punteggio finale di 9-4 alzano di nuovo la coppa di fronte ai propri tifosi.

## Colori e simboli
I colori sociali sono il rosso ed il blu. Lo squalo simbolo della squadra è un richiamo all’amata presenza del mare nella cittadina Versiliese.

## Strutture
L'impianto interno dell'Hockey Club Forte dei Marmi è il PalaForte. Esso è il palazzo dell sport, casa della squadra dal 1982. Può ospitare 1.200 spettatori.

## Società
- Presidente: Piero Tosi
- Vicepresidente: Valter Luisi
- Consiglieri:
- Direttore sportivo: Mirco De Gerone
- Segretaria: Stefania Saulig
- Addetto stampa: Michele Scuto

## Palmarès

### Competizioni nazionali
11 trofei
- Campionato italiano: 5

2013-2014, 2014-2015, 2015-2016, 2018-2019, 2023-2024
- Coppa Italia: 2

2016-2017, 2023-2024
- Supercoppa italiana: 4 (record condiviso con il Follonica)

2014, 2017, 2019, 2021

## Statistiche

### Partecipazioni ai campionati
| Livello | Categoria | Partecipazioni | Debutto   | Ultima stagione | Totale |
| ------- | --------- | -------------- | --------- | --------------- | ------ |
| 1º      | Serie A   | 7              | 1976      | 1982-1983       | 40     |
| 1º      | Serie A1  | 33             | 1983-1984 | 2025-2026       | 40     |
| 2º      | Serie B   | 12             | 1965      | 1977            | 21     |
| 2º      | Serie A2  | 9              | 1988-1989 | 2006-2007       | 21     |
| 3º      | Serie C   | 3              | 1962      | 1964            | 5      |
| 3º      | Serie B   | 2              | 1994-1995 | 1995-1996       | 5      |

### Partecipazioni alla coppe nazionali
| Competizione                 | Partecipazioni | Debutto   | Ultima stagione |
| ---------------------------- | -------------- | --------- | --------------- |
| Coppa Italia                 | 26             | 1978      | 2024-2025       |
| Supercoppa italiana          | 7              | 2014      | 2024            |
| Coppa di Lega/Federation Cup | 4              | 1998-1999 | 2009-2010       |

### Statistiche relative alle competizioni internazionali

#### Partecipazioni alla coppe internazionali
| Competizione                                 | Partecipazioni | Debutto   | Ultima stagione |
| -------------------------------------------- | -------------- | --------- | --------------- |
| Coppa dei Campioni/Champions League/Eurolega | 8              | 2014-2015 | 2023-2024       |
| Coppa CERS/WSE                               | 6              | 1985-1986 | 2013-2014       |

#### Bilancio degli incontri nelle coppe europee
Dati aggiornati al 23 febbraio 2023.
| Competizione                                 | Partite | Partite  | Partite | Partite   | Reti  | Reti   |
| Competizione                                 | Giocate | Vittorie | Pareggi | Sconfitte | Fatte | Subite |
| -------------------------------------------- | ------- | -------- | ------- | --------- | ----- | ------ |
| Coppa dei Campioni/Champions League/Eurolega | 53      | 26       | 8       | 19        | 222   | 185    |
| Coppa CERS/WSE                               | 29      | 15       | 1       | 13        | 160   | 114    |
| Totale                                       | 82      | 41       | 9       | 32        | 382   | 299    |

## Tifoseria

### Storia
La tifoseria organizzata del Forte dei Marmi nasce nel 1976 con il nome di Brigate Rossoblu ed è inizialmente composta da ragazzi provenienti della frazione di Vaiana. Nel 1978, con il crescere della popolarità della squadra, cominciano ad avvicinarsi anche molti appassionati del centro cittadino i quali fondano la Fossa dei Leoni. Nel 1982 il Forte si trasferisce dal vecchio impianto del “Prato Verde” all’attuale PalaForte. Il trasferimento in un palasport più capiente e accogliente genera un sensibile aumento del numero di spettatori presenti ad ogni partita. Gli anni 80 sono per la tifoseria organizzata quelli di maggior splendore, grazie anche al contributo di un nuovo gruppo che prende il nome di Falange d'Assalto. Dal 1992 inizia un periodo difficile che vede la squadra retrocedere prima in Serie A2 e successivamente in Serie B. Nel 1995 addirittura la società rischia di sprofondare in 4ª divisione (Serie C) ma è proprio in questi momenti difficili che la tifoseria fa sentire tutto il suo calore e tutta la sua fedeltà grazie al gruppo della Brigata Bulldog.
Con le recenti vittorie negli anni 2000 la tifoseria Fortemarmina torna a splendere sostenuta dall'apporto di tre gruppi: Vecchia guardia, Squadraccia e Gruppo Ramirez; nell'estate del 2018 prende vita l’SGR, ovvero l'unione di Squadraccia e Gruppo Ramirez, il quale però si scioglie nel 2023.
Sono oggi presenti, oltre alla Vecchia Guardia, due nuovi gruppi: Nuova Guardia e Seconda Giovinezza, quest'ultimo composto in gran parte da componenti provenienti dalla vicina città di Massa. Nella tifoseria versiliese è presente anche un'importante sezione chiamata Sezione Milano.

### Gemellaggi
La curva del Forte dei Marmi hockey è oggi gemellata con quella dell'Hockey Roller Club Monza, Hockey Club Valdagno e Roller Hockey Scandiano . Ha inoltre un'amicizia di lunga data con la Vecchia Guardia della Massese Calcio.

### Rivalità
Le rivalità più accese della tifoseria versiliese sono quelle con la Curva Sud Bassano, con Viareggio e Follonica. Da segnalare anche le più recenti con Breganze e Lodi. Sicuramente il derby con il CGC Viareggio è la partita più sentita che spesso, specie negli anni 80 e primi anni 90, ha generato scontri fra le opposte tifoserie.

## Organico

### Giocatori
| N° | Naz.                 | Ruolo | Sportivo               |  |  |  |
| -- | -------------------- | ----- | ---------------------- |  |  |  |
| 5  | Italia (bandiera)    | A     | Federico Ambrosio      |  |  |  |
| 6  | Italia (bandiera)    | A     | Andrea Borgo           |  |  |  |
| 7  | Italia (bandiera)    | A     | Diego Chereches        |  |  |  |
| 17 | Italia (bandiera)    | A     | Piercarlo Cacciaguerra |  |  |  |
| 22 | Italia (bandiera)    | P     | Riccardo Gnata         |  |  |  |
| 44 | Italia (bandiera)    | P     | Raffaello Ciupi        |  |  |  |
| 55 | Argentina (bandiera) | D     | Patricio Ipiñazar      |  |  |  |
| 78 | Italia (bandiera)    | A     | Tommaso Giovanelli     |  |  |  |
| 87 | Italia (bandiera)    | D     | Francisco Ipiñazar     |  |  |  |
| 99 | Spagna (bandiera)    | A     | Enric Torner           |  |  |  |

### Staff tecnico
- Allenatore:  Roberto Crudeli